# Lot e Garonna
Lot e Garonna (in francese , in occitano Òlt e Garona) è un dipartimento francese della regione Nuova Aquitania.
Il territorio del dipartimento confina con i dipartimenti della Gironda a nord-ovest, della Dordogna a nord-est, del Lot a est, del Tarn e Garonna a sud-est, del Gers a sud e delle Landes a sud-ovest.
Le principali città, oltre al capoluogo Agen, sono Marmande, Nérac e Villeneuve-sur-Lot.
Il dipartimento è stato creato dopo la rivoluzione francese, il 4 marzo del 1790, in applicazione della legge del 22 dicembre del 1789, a partire dal territorio delle province della Guienna e della Guascogna. Quando venne creato il dipartimento di Tarn-et-Garonne, nel 1808, furono tolti al dipartimento alcuni cantoni, annessi al nuovo dipartimento.